# Stvarne služnosti
Stvarna služnost je pravica stvarnega prava. Kot stvarna pravica na tuji stvari posega v lastninsko pravico lastnika nepremičnine, a poseg se opravičuje z dejstvom, da je do njega upravičen lastnik drugega zemljišča za mirnejše razmerje med lastniki.
Lastnik gospodujočega zemljišča lahko zahteva od lastnika služečega zemljišča spoštovanje vsebine služnosti. Lastnik lahko zahteva le opustitev ali dopustitev, ne more pa ga obvezovati k dejanjem. Služnost je lahko ustanovljena le za določen čas ali le za določen del leta. 
Služnost je lahko zdaj ustanovljena tudi na podlagi stavbne pravice, užitka ali druge pravice na tuji stvari, a le za čas kolikor velja prvotna pravica na tuji stvari.

## Nastanek
- Po zakonu se lahko služnost dobroverno priposestvuje. Ne možno priposestvovati negativne služnosti. Priposestvovanje služnosti ne škoduje tretji osebi, ki je zaupala v stanje zapisano v zemljiško knjigo.
- Odločba državnega organa lahko ustanovi služnost z sodno odločbo v primeru spora ali dokončno upravno odločbo, kjer obstaja zakonita podlaga za ustanovitev služnosti.
- Pravni posel sestavljen z določne inominatne pogodbe, ki omogoča zemljiškoknjižni vpis ob predložitvi zemljiškoknjižnega dovolila.

## Poslovanje
Ob delitvi zemljišč služnost razdeljenega gopodujočega zemljišča prerazdeli v prid vsem delom, razdeljeno služeče zemljišče pa ohrani služnost le na delu na katerem se ta izvršuje.
Služnost se prenaša ob prodaji prenese na novega lastnika kateregakoli od zemljišč.

## Prenehanje
- Zakon
  - upor izvrševanju po daljši opustitvi (Slovenija: 3 leta zapored)
  - neizvrševanje v obdobju potrebnem za priposestvovanje
  - uničenje enega od obeh zemljišč
  - confusio (oživi ob ločitvi, za izbris zadošča pisna izjava lastnika obeh zemljišč)
- Odločba državnega organa na zahtevo lastnika služečega zemljišča, če
  - služnost ni več koristna gospodujočem zemljišču
  - bistveno spremenjene okoliščine od časa, ko je bila služnost ustanovljena.
- Pravni posel